# Selecció de futbol del Poble Gitano
La selecció de futbol del poble Gitano és l'equip representatiu d'aquesta comunitat dispersa al món, especialment a Europa.
No pertany a la FIFA ni a la UEFA, però és membre de la ConIFA. Fins a l'últim moment es va esperar que participés en la primera Viva World Cup realitzada a Occitània el 2006, però no va poder assistir ja que els seus membres no van poder obtenir el visats.
A causa que aquesta selecció representa una cultura, i no a un territori, des de 2004, any en què l'equip es va formar, van triar França com a seu.
En el seu primer partit, el dissabte 9 de juny de 2007 a l'Stade des Guilland de Montreuil, l'equip gitano va guanyar 3-1 contra la selecció de futbol d'Ambazònia. El 2015 va participar en la Copa Europa de Futbol de ConIFA 2015, acabant en 5a posició.

## Resultat en competicions

### Copa del Món de Futbol ConIFA
| Any   | Posició          | PJ | PG | PE | PÀG | GF | GC | DG |
| ----- | ---------------- | -- | -- | -- | --- | -- | -- | -- |
| 2014  | No va participar |    |    |    |     |    |    |    |
| 2016  | No va participar |    |    |    |     |    |    |    |
| 2018  | No va participar |    |    |    |     |    |    |    |
| Total | 0/3              |    |    |    |     |    |    |    |

### Copa d'Europa de Futbol ConIFA
| Any   | Posició          | PJ | PG | PE | PÀG | GF | GC | DG |
| ----- | ---------------- | -- | -- | -- | --- | -- | -- | -- |
| 2015  | 5a               | 3  | 1  | 0  | 2   | 7  | 8  | -1 |
| 2017  | No va participar |    |    |    |     |    |    |    |
| 2019  | No va participar |    |    |    |     |    |    |    |
| Total | Millor: 5a       | 3  | 1  | 0  | 2   | 7  | 8  | -1 |

## Partits
| Data               | Estadi                | Lloc              | Competició                   |              | Rival        | Resultat |
| ------------------ | --------------------- | ----------------- | ---------------------------- | ------------ | ------------ | -------- |
| 9 de juny de 2007  | Stade des Guilland    | Montreuil, França | Amistós                      | Poble Gitano | Ambazònia    | 3-1      |
| 17 de juny de 2015 | Stadion Oláh Gábor Út | Debrecen, Hongria | Copa d'Europa de ConIFA 2015 | Poble Gitano | Padània      | 2-3      |
| 18 de juny de 2015 | Stadion Oláh Gábor Út | Debrecen, Hongria | Copa d'Europa de ConIFA 2015 | Poble Gitano | Ellan Vannin | 1-3      |
| 19 de juny de 2015 | Stadion Oláh Gábor Út | Debrecen, Hongria | Copa d'Europa de ConIFA 2015 | Poble Gitano | País Székely | 4-2      |
| 16 de maig de 2016 |                       | Milà, Itàlia      | Amistós                      | Poble Gitano | Padània      | 0-2      |